# Буле
Булѐ (на гръцки: βουλή, „съвет, съвещание“) е съвет в древногръцките полиси, подготвящ заседанията и решенията на народното събрание (еклесия), изпълняващ и други политически и административни функции. Съветът заседава в специално предназначена за тази цел сграда – булевтерион, която обичайно се намира на пазарния площад (агора).

## История
В Древна Атина по времето на Солон съветът се състои от 400 души (Съвет на четиристотинте). Участниците в него са избирани по фили (родова принадлежност), по 100 души от всяка от четирите фили. По това време булето е главен съвещателен орган, който подготвя решенията на народното събрание (еклесия). След реформите на Клистен (края на VI век пр. Хр.) се състои от 500 членове (Съвет на петстотинте). Съставът на този съвет се попълва чрез ежегоден жребий – по 50 души от всяка от десетте фили. Повторно избиране се допуска след няколко години и то само веднъж. Членове на атинското буле могат да бъдат всички граждани, навършили 30 години, независимо от съсловието, към което принадлежат. Значението на този орган постепенно нараства, като през V—IV век пр. Хр. изпълнява редица управленски, политически и административни функции.

### Булето в края на V век
След реформите на Ефиалт и Перикъл в средата на V век пр. Хр., булето взема много от административните и съдебни функции на Ареопага, който запазва традиционното си право да отсъжда по дела, свързани с убийства. То ръководи финансите на държавата, военния флот, кавалерията, религиозните дела, въпроси относно строежите и превоза на стоки, както и грижата за инвалиди и сираци. Собствените му членове заемали места в много съвети, които ръководели по-хубавите позиции на тези административни задължения.